# 대정실업친목회
대정실업친목회(大正實業親睦會)는 일제강점기 초기에 결성된 경제인 단체이다. 약칭은 대정친목회(大正親睦會)이다.

## 개요
1916년 12월에 서울에서 자작 조중응, 백작 이완용, 송병준을 중심으로 결성된 단체로서 250명 정도의 회원이 있었다. 회원은 조선인 전직 관료와 조선귀족, 대지주, 실업가 등으로 구성되었다.
한일 병합 조약 체결 후 무단 통치 시기 동안 조선인 단체의 결성은 금지되었는데, 이 시기에 종교 단체를 제외하고 공식적으로 결성된 유일한 단체이다.

## 활동
초기에는 친일 인사들이 조직한 친목단체로서의 성격이 강했으나, 1920년대에 문화통치 시기로 접어들면서 3·1 운동에서 표출된 독립 의지를 부인하고 조선총독부가 내세운 내선융화라는 정책에 적극적으로 호응하면서 친일단체로서의 성격을 명확히 했다.
1921년 《매일신보》는 대정친목회는 내선융화 측면에서 진보를 이루었다고 평가했다. 대정친목회가  홀로 서기가 불가능한 조선의 처지와 실력을 잘 이해하고 있고, 일본인 측에서만 주장하던 내선융화를 조선인의 입장에서도 동조하였다는 점을 이유로 들고 있다. 대정친목회는 독립불능론과 실력양성론을 앞세워 일본 제국의 통치에 순응하는 가운데 산업 발달과 문화 향상을 이룰 것을 주장했다.
그러나 대정친목회는 거물급 회원들이 많이 포진하였고 이들이 사회 각 분야에서 중심 역할을 하고 있었기에, 단체 자체가 뚜렷한 활동 방향을 갖고 이를 추진했다기보다는 개별 회원들의 일제에 대한 협력 행위를 보조하는 면이 더 두드러졌다. 1920년에는 《조선일보》를 창간하였다가, 경영난으로 이듬해 송병준에게 매도하였다.

## 조직
조중응이 발기인으로서 단체 결성을 주도하고 초대 회장을 맡았다. 송병준도 이 단체에 깊숙이 관여했으나 공식적으로 임원직을 맡지는 않았다. 회장과 부회장 외에 간사와 평의원을 두었다.
3·1 운동 이후 회장으로 남작 민영기가 추대되었다. 고문으로는 후작 이완용, 자작 민영휘, 남작 이윤용과 일본인 유력자들이 참여했다.

## 같이 보기
- 조선일보

## 참고자료
- 친일인명사전편찬위원회 (2004년 12월 27일). 《일제협력단체사전 - 국내 중앙편》. 서울: 민족문제연구소. 207~209쪽쪽. ISBN 8995330724.